# 富田村 (岐阜県恵那郡)
富田村（とみだむら）は、かつて岐阜県恵那郡にあった村である。
現在の恵那市岩村町富田に該当する。

## 大字・字
- 大字: 無し
- 字: 水晶山、水晶山下、鈴ケ根、下り松、茶畑裏、茶畑、三學、三學裏、上野山、若宮前、平岩、〇ケ洞、林下、赤羽根、中野洞、大槇、熊洞、跡見坂、天神山、天神洞、新市場、柳下、分根、新建、長田向、吉田川、経塚、四ツ谷、梨の木、梅昌庵、仲側、鷹匠、吉原、宮前、上石田、芝原、申堂、九左、傳右屋敷、大洞、七蔵、漆洞、杉洞、庄の脇、鳥屋場、分井、楮洞、寥外道、西側、郷中、宮脇、仲田、石田、天神下、堀田、坂下、打杭、沖の下、上田中、櫻本、佐婆下、木曾洞、上の平、向田、下田中、花沖、札之辻、鐘鋳所、古市場、長田、垣外戸、満場、脇の下、島原、畑中、土井脇、清水、上井原、高橋、新田、栗山、廣田、砂田、猫田洞

## 歴史
- 1889年（明治22年）7月1日 - 町村制により富田村が発足。
- 1897年（明治30年）4月1日 - 飯羽間村と合併し本郷村が発足。同日富田村は廃止。